# Ногайская кухня
Ногайская кухня (ног. Ногай казануьй) — национальная кухня ногайцев.

## Национальные блюда
Ногайская кухня на протяжении многих лет состояла преимущественно из мясных и молочных продуктов, во многом это было связано с тем, что ногайцы были кочевым народом. В дальнейшем с заселением Юга России и Северного Кавказа переняли элементы из других кухонь, в частности, черкесской, абазинской, абхазской, аварской, даргинской и кумыкской, а также из русской и украинской.
Наиболее популярными блюдами среди ногайцев из мяса были кувырма (жареный ягненок), тарама (жареная конина) и казы (колбаса из конины), а также бешбармак, популярный также и среди других тюркских народов. Также среди блюд ногайской кухни популярна и курлеме (ягненок на углях). В качестве первых блюд готовятся калжа (суп на курином бульоне) и сорпа (суп с фрикадельками). К блюдам подавался сыр ауырша.
К мучным продуктам в ногайской кухне относят: инъкал (галушки из пресного теста на мясном бульоне), къазан боьрек (вариация пельменей), катлама и лукумы.
Из зерновых продуктов популярны мамырса (кукурузная каша на баранине с фасолью) и ботка (пшеничная каша с кониной).
На сладкое готовят соьк (сладкое блюдо из пшена и сметаны), татли бурыж юзим мен (сладкий рис с изюмом) и уыз атпек (запеканка из коровьего молозива), а также баурсакъ.
Из напитков характерны айран, боза и кумыс. Также популярен чай.